# 黑龙江蹄盖蕨
黑龙江蹄盖蕨（学名：Athyrium rubripes），为蹄盖蕨科蹄盖蕨属下的一个植物种。